# 타임스케이프
《타임스케이프》(Timescape)는 미국에서 제작된 데이빗 토히 감독의 1992년 미스터리, SF 영화이다. 제프 다니엘스 등이 주연으로 출연하였고 존 A. 오코너 등이 제작에 참여하였다.

## 출연

### 주연
- 제프 다니엘스
- 아리아나 리처즈
- 에밀리아 크로우

### 조연
- 짐 헤이니
- 마릴린 라이트스톤
- 조지 머덕
- 데이빗 웰스
- 니콜라스 게스트
- 로버트 코버트

## 기타
- 원작자: C.L. 무어
- 협력프로듀서: 토머스 A. 어빈
- 미술: 마이클 노보트니
- 의상: 하 뉴엔
- 배역: 파멜라 락